# Noordkasteelbrug
De Noordkasteelbrug is een brug in het Antwerpse havengebied op de rechteroever van de Schelde. De brug bevindt zich waar het Vijfde Havendok overgaat in het Amerikadok, in de buurt van het Noordkasteel, vandaar de naam.
Tot voor 1980 werd deze verbinding gemaakt met twee lage beweegbare bruggen, die telkens geopend moesten worden voor het scheepvaartverkeer. Dit zijn de Oosterweelbrug, van het type Scherzerbrug, en de Wilmarsdonkbrug van het type Straussbrug. Dit zorgde voor opstopping bij het spoor- en wegverkeer dat over de Oosterweelsteenweg tussen Noorderlaan en Scheldelaan wilde rijden. In 1980 werd de verbinding tussen het Vijfde Havendok en het Amerikadok grondig verbeterd en werd ook een nieuwe brug aangelegd.
De overspanning is 170 meter lang en bestaat uit twee vaste gedeelten van elk 45 meter lang, met een centrale overbrugging van 56 meter lengte, gevormd door twee basculebruggen van het Strausstype. Elk tegengewicht weegt ongeveer 1400 ton en is bedoeld om het gewicht van het beweegbare en langere brugdek, met een gewicht van ca 625 ton, te compenseren. De doorvaarthoogte van de 3 brugdelen is 6,50 meter, zodat de brug enkel geopend hoeft te worden voor de doorvaart van zeeschepen en schepen met een hoge bovenbouw. Dit zorgt voor een soepeler weg- en spoorverkeer.
De westelijk gelegen brug is 27 meter breed en 8,72 meter diep, terwijl de oostelijk gelegen brug 29 meter breed is en een diepgang heeft van 8,32 meter. Over de westelijke brug lopen twee treinsporen in het wegdek (lijn 221), over de oostelijke brug loopt nog een derde treinspoor (lijn 221B), ook met straatspoor. De gezamenlijke breedte van de rij- en spoorwegbruggen bedraagt ongeveer 60 meter. De nuttige vaarbreedte tussen de brede brugpijlers bedraagt 50 meter. Tijdens passeren van treinen worden de auto's tegengehouden met dubbele slagbomen en veel rode lichten.
Het VHF-werkkanaal is 62. Het VHF-contactkanaal is 74.
Albertbrug · Asiabrug · Berendrechtbrug · Boudewijnbrug · Droogdokbrug · Farnesebrug · Frederik Hendrikbrug · Kattendijkbrug · Kempischebrug · Kruisschansbrug · Lefèbvrebrug · Lillobrug · Londenbrug · Luikbrug · Meestoofbrug · Melselebrug · Mexicobrug · Nassaubrug · Noorderlaanbrug · Noordkasteelbrug · Noordlandbrug · Oosterweelbrug · Oudendijkbrug · Petroleumbrug · Royersbrug · Siberiabrug · Straatsburgbrug · Van Cauwelaertbrug · Willembrug · Wilmarsdonkbrug · Zandvlietbrug · Ophaalbrug Merksem Groot Dok · Ophaalbrug Merksem Klein Dok